# San Sebastiano (Ludovico Carracci)

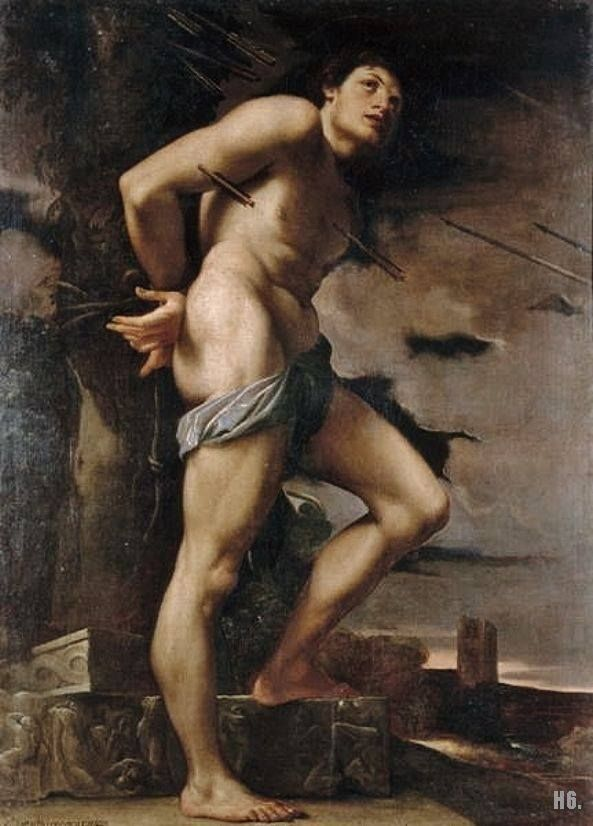
San Sebastiano, olio su tela del 1600 circa (156x113 cm), di Ludovico Carracci, esposto presso la Galleria Doria Pamphilj (Roma).

San Sebastiano è un dipinto realizzato da Ludovico Carracci. È un olio su tela (156x11 cm), eseguito nel 1600 circa e conservato presso la galleria Doria Pamphili di Roma.

## Storia
Brogi, che data il dipinto al 1599, non ha riconosciuto a Ludovico Carracci, cugino dei celebri fratelli pittori, la paternità dell’opera. Su di essa, in basso, compare una scritta in cui si legge "N. 251 d lvdvvico carci" che assurge a firma dell'autore.
La tela, a partire già dal 1603, compare negli inventari Aldobrandini da cui, successivamente, passò agli archivi della famiglia Doria Pamphilj. Il dipinto, discretamente conservato, è stato sottoposto a restauro una prima volta nel 1771-73 e poi, più recentemente, nel 1954.

## Descrizione e stile
Nel dipinto è raffigurato, immortalato dal basso, il santo con il capo inclinato e lo sguardo diretto verso l'alto: la posa, l’atteggiamento e l’intensità lo rendono particolarmente espressivo. Il santo è completamente nudo, tranne per un panno che gli copre le parti basse. Diverse frecce trafiggono il soggetto sul petto e altre, in procinto di colpirlo, sono raffigurate nello spazio circostante.
Il chiaroscuro accentua la prestanza della sua fisicità. Alle spalle del santo si trova una colonna dove il soldato poggia le mani, incrociate e fermate da una corda, che lo blocca. Il peso del corpo ricade tutto sulla gamba destra, mentre la sinistra è piegata e poggiata su un blocco di marmo decorato.
I colori sono scuri e tetri: in mezzo a queste tinte cupe rifulge, nel suo chiarore che è anche emblema di purezza, il corpo chiaro del santo. Lo sfondo è abbastanza vago, Possiamo solo intravedere delle nuvole e una costruzione in lontananza, perché è San Sebastiano dominare e ad occupare l'intera scena.